# Analiza finansowa
Analiza finansowa – zbiór informacji o wynikach i sytuacji finansowej przedsiębiorstwa, niezbędnych w procesie zarządzania oraz wykorzystywanych przez otoczenie przedsiębiorstwa: kredytodawców, kontrahentów, inwestorów, audytorów, urzędy statystyczne itp. Jest to obok analizy techniczno-ekonomicznej główny element analizy ekonomicznej, będącej filarem analizy działalności przedsiębiorstwa.

Analiza finansowa to sposób rozumowania wymagany dla zrozumienia działalności gospodarczej przedsiębiorstwa, jego branży, przedstawionych w sprawozdaniu finansowym wyników oraz różnych rodzajów ryzyka.

W zakres analizy finansowej wchodzą: analiza sprawozdań finansowych, ustalenie i ocena przepływów pieniężnych, analiza czynników kształtujących wynik finansowy, ustalenie sytuacji finansowej przedsiębiorstwa, w szczególności odnośnie do: płynności, zadłużenia, aktywności, obrotowości, efektywności etc.
Analiza finansowa realizowana jest głównie na podstawie danych ilościowych i obejmuje ocenę oraz interpretację: relacji między wielkościami ekonomicznymi oraz zmiany w czasie tych wielkości i relacji między nimi. Źródłem danych są przede wszystkim materiały ewidencyjne: sprawozdania finansowe, dane księgowe, kalkulacje, wyniki poprzednich analiz oraz inne dokumenty obrazujące działalność przedsiębiorstwa. W analizie finansowej korzysta się również z innych materiałów, jak: protokoły zarządu, protokoły pokontrolne, informacje pochodzące z wywiadów, a także materiały zewnętrzne, informujące o otoczeniu przedsiębiorstwa. Rzetelność wyników analizy jest uzależniona od prawdziwości danych, będących jej podstawą. Wiarygodność danych może bowiem nie być zachowana bądź w wyniku celowych działań, mających na celu zafałszowanie faktycznej kondycji finansowej, bądź na skutek nieumyślnej pomyłki.
Wyniki analizy finansowej nie mogą być interpretowane swobodnie, bez właściwej bazy odniesienia, którą mogą stanowić:
wielkości oczekiwane, wielkości z poprzednich okresów, wielkości średniobranżowe i obowiązujące standardy. Podstawę wnioskowania stanowią odchylenia od wzorców, z uwzględnieniem uwarunkowań i otoczenia, w których działa przedsiębiorstwo. Porównywane wartości muszą być jednorodne i wyrażać ten sam sens ekonomiczny. W przypadku braku możliwości bezpośredniego zestawienia danych, należy doprowadzić do ich porównywalności, poprzez wyeliminowanie różnic:
- metodologicznych, wynikających ze zmian w sposobie liczenia wielkości ekonomicznych,
- finansowych, mogących powstać wskutek zmian stawek, taryf, składek, cen etc.,
- organizacyjnych, będących wynikiem restrukturyzacji, podziału lub połączenia przedsiębiorstw,
- lub rzeczowych, mających swoje podłoże w zmianie przedmiotu lub zakresu działalności.

Z uwagi na metodologię analiza finansowa dzieli się na:
1. analizę wstępną,
2. analizę wskaźnikową,
3. analizę mierników syntetycznych.

## Analiza wstępna
W ramach analizy wstępnej sprawozdań finansowych przeprowadza się:
- analizę pionową i poziomą,
- określenie źródeł finansowania majątku,
- badanie struktury kapitałowo-majątkowej,
- wycenę bilansową.

### Analiza pionowa i pozioma
W ramach analizy pionowej ustala się udział procentowy badanej wartości w wartości zagregowanej, np. w przypadku badania bilansu – udział aktywów trwałych w aktywach ogółem. Pozwala ona określić główne obszary zaangażowania przedsiębiorstwa. Z natury rzeczy analiza pionowa wykonywana jest każdorazowo w ramach jednego dokumentu sprawozdawczego, dla jednego okresu. Analiza pionowa wykorzystywana jest szerzej w analizie wskaźnikowej.
Analiza pozioma pozwala ocenić zmiany zachodzące w przedsiębiorstwie – szczególną rolę odgrywa w niej badanie dynamiki lub tempa zmian (analiza przyrostowa) wielkości finansowych, m.in. sprzedaży, kosztów, wartości środków trwałych, zobowiązań długoterminowych etc. W ramach analizy poziomej ocenia się zmianę poszczególnych wartości liczbowych w czasie, każdorazowo w ramach jednego dokumentu, dla wielu (co najmniej dwóch) następujących po sobie okresów. Analiza pozioma może odnosić się również do wnioskowania na podstawie zestawianych ze sobą wielkości z różnych stron jednego sprawozdania (np. kategorii finansowej z aktywów i pasywów) lub pomiędzy sprawozdaniami (np. kategorie finansowe z rachunku zysków i strat i bilansu). Typowym przykładem pierwszego zdarzenia jest analiza kapitału obrotowego, drugiego choćby zestawienie ze sobą tempa zmian przychodów ze sprzedaży oraz aktywów obrotowych.

### Określenie źródeł finansowania majątku
W przypadku określania źródeł finansowania majątku wyznacza się i interpretuje wielkości kapitałów: własnego, stałego i obrotowego netto.
Kapitał własny jest różnicą między wielkością pasywów ogółem, a zobowiązaniami ogółem i zalicza się do niego m.in. udziały lub akcje właścicieli, wyniki finansowe przedsiębiorstwa oraz kapitały zapasowe i rezerwowe. Kapitał własny to środki będące własnością przedsiębiorstwa, które w założeniu mają przynosić dochód w postaci wartości dodanej.
Kapitał stały, zwany inaczej kapitałem długoterminowym, stanowi sumę kapitału własnego oraz zobowiązań długoterminowych, które interpretuje się jako długoterminowe zaangażowanie kapitałów obcych w działalność przedsiębiorstwa.
Kapitał obrotowy netto, zwany inaczej kapitałem pracującym, jest różnicą między kapitałem stałym a aktywami trwałymi (ujęcie kapitałowe) lub aktywami obrotowymi a zobowiązaniami krótkoterminowym (ujęcie majątkowe). Kapitał ten mniejszy od zera oznacza, że część aktywów trwałych przedsiębiorstwa finansowana jest przez kapitały inne niż stałe, a więc krótkoterminowe. Sytuacja taka może świadczyć o problemach w zakresie płynności finansowej przedsiębiorstwa. Niemniej jednak ocena wielkości kapitału pracującego nie jest jednoznaczna i zależy od wielu czynników, w tym od branży, realizowanej strategii zarządzania kapitałem, akceptowalnego poziomu ryzyka itp.
|   | Pasywa ogółem               |
| – | Zobowiązania ogółem         |
| = | Kapitał własny              |
| + | Zobowiązania długoterminowe |
| = | Kapitał stały               |
| – | Aktywa trwałe               |
| = | Kapitał obrotowy netto      |

### Badanie struktury kapitałowo-majątkowej
W ramach badania struktury kapitałowo-majątkowej wyznacza się i interpretuje pięć wskaźników.
Wskaźnik pokrycia aktywów trwałych kapitałem własnym
| kapitał własny | ×100% |
| aktywa trwałe  | ×100% |

Wskaźnik ten informuje o stopniu, w jakim kapitał własny pokrywa aktywa trwałe. Zgodnie z jedną z zasad bilansowych, kapitał własny powinien wystarczać na sfinansowanie aktywów trwałych, co oznacza, że wskaźnik ten powinien przyjmować wartość co najmniej równą 100%. Wartość tego wskaźnika poniżej normy świadczy o finansowaniu części majątku przedsiębiorstwa przez kapitały obce, co choć nie stanowi bezpośrednio o niekorzystnej sytuacji finansowej przedsiębiorstwa, powinno być ocenione, z uwzględnieniem innych informacji, jako czynnik zwiększający ryzyko wystąpienia takiego zagrożenia.
Wskaźnik pokrycia aktywów trwałych kapitałem stałym
| kapitał stały | ×100% |
| aktywa trwałe | ×100% |

Wskaźnik ten informuje o stopniu finansowania aktywów trwałych przez kapitał stały. Wielkość tego wskaźnika poniżej 100% oznacza, że kapitał stały nie wystarcza do finansowania majątku trwałego przedsiębiorstwa, a więc jest on finansowany również przez kapitały obce krótkoterminowe. Przy prawidłowo prowadzonej polityce finansowej kapitał stały powinien przekraczać wartość majątku trwałego, zapewniając także finansowanie środków obrotowych. W przeciwnym wypadku przedsiębiorstwo może stanąć w obliczu niemożności bieżącego regulowania zobowiązań.
Wskaźnik pokrycia aktywów obrotowych kapitałem krótkoterminowym
| kapitał krótkoterminowy | ×100% |
| aktywa obrotowe         | ×100% |

Wskaźnik ten informuje o stopniu pokrycia aktywów obrotowych kapitałem krótkoterminowym, tj. zobowiązaniami bieżącymi. Jeżeli kapitał krótkoterminowy w pełni pokrywa majątek obrotowy, wówczas zachowana jest złota reguła bilansowania w stosunku do obrotowych składników majątku.
Udział kapitału obrotowego netto w finansowaniu aktywów ogółem
| kapitał obrotowy netto | ×100% |
| aktywa ogółem          | ×100% |

Wskaźnik informuje o tym, jaką część aktywów ogółem finansuje kapitał obrotowy netto. Im większy jest jego dodatni udział, tym w przedsiębiorstwie występuje większe zabezpieczenie płynności.
Wskaźnik udziału kapitału obrotowego netto w finansowaniu aktywów obrotowych
| kapitał obrotowy netto | ×100% |
| aktywa obrotowe        | ×100% |

Ten wskaźnik informuje o pokryciu aktywów obrotowych przez kapitał obrotowy netto. Wskaźnik ten służy do uszczegółowienia wskaźnika udziału kapitału obrotowego netto w finansowaniu aktywów ogółem.

### Wycena bilansowa
Wycena bilansowa przedsiębiorstwa, ostatni element wstępnej analizy dokumentów sprawozdawczości finansowej, polega na określeniu jego wartości. W analizie finansowej proponuje się zastosować wyznaczenie wartości likwidacyjnej przedsiębiorstwa zgodnie z formułą Wilcoxa. Formuła ta nazywana jest również wzorem Wilcoxa na prognozę bankructwa (Wilcox’s Gambler’s – Ruin Prediction Formula). Jest ona jednak miarą dość subiektywną i nieprecyzyjną. Ustalenie poziomu odzyskania środków z różnych rodzajów aktywów jest dyskusyjne.
|   | 100% wartości środków płatniczych          |
| + | 70% wartości księgowej zapasów             |
| + | 50% wartości księgowej pozostałych aktywów |
| – | 100% wartości zobowiązań krótkoterminowych |
| – | 100% wartości zobowiązań długoterminowych  |
| = | Wartość likwidacyjna przedsiębiorstwa      |

## Analiza wskaźnikowa
Analiza wskaźnikowa jest rozwinięciem wstępnej analizy sprawozdań finansowych. Analiza ta opiera się na relacjach określonych wielkości finansowych, istotnych z punktu widzenia ich wzajemnych związków.
Wyznaczone wielkości wskaźników oceniane są indywidualnie, w kontekście otoczenia przedsiębiorstwa, poprzez przyrównanie do ustalonych norm, wyrażonych przedziałami wartości lub wartościami brzegowymi, a także poprzez ich analizę poziomą, kiedy ocenia się zmianę tych wskaźników w kolejnych okresach, w tym w szczególności tendencję tych zmian.
Przy konstruowaniu wskaźników ważne jest uwzględnienie istotnej różnicy między bilansem, który obrazuje stan finansów przedsiębiorstwa na dzień sporządzenia oraz rachunkiem zysków i strat, który prezentuje dane za okres poprzedzający dzień bilansowy. Przy konstruowaniu wskaźników składających się z wielkości pochodzących z obu tych dokumentów, zaleca się wziąć wprost wartość z rachunku zysków i strat oraz średnią arytmetyczną wartości z dnia otwarcia i dnia zamknięcia bilansu. Od tej zasady stosuje się jednak wyjątki, szczególnie wtedy gdy potrzeba jest wydłużyć okres analizy (zwiększyć szereg czasowy).
Analiza wskaźnikowa pozwala ustalić sytuację finansową przedsiębiorstwa w zakresie:
- płynności,
- aktywności,
- zadłużenia,
- efektywności,
- oceny rynkowej wartości akcji i kapitału.

## Analiza mierników syntetycznych
Analiza wskaźnikowa dysponuje ponad 100 różnorodnymi wskaźnikami, obejmującymi wszystkie obszary działania przedsiębiorstwa. Takie bogactwo warsztatu analitycznego sprawia, że analiza ta, nawet uproszczona, jest czasochłonna i może powodować trudności interpretacyjne. Aby usprawnić ocenę sytuacji finansowej przedsiębiorstw opracowano więc mierniki syntetyczne, zapewniające:
- uproszczenie procesu oceny,
- przyspieszenie wydawania opinii,
- kompatybilność porównań różnych przedsiębiorstw,
- zgodność ocen,
- uwzględnienie wielu obszarów działalności przedsiębiorstwa.

Mierniki te znalazły zastosowanie w:
- analizie fundamentalnej przedsiębiorstw,
- przy podejmowaniu decyzji o fuzjach lub akwizycji przedsiębiorstw,
- przy ocenie zdolności kredytowej,
- przy podejmowaniu decyzji inwestycyjnych,
- jako systemy wczesnego ostrzegania przed upadłością.

W przeciwieństwie do analizy wstępnej i wskaźnikowej, analiza mierników syntetycznych umożliwia ocenę sytuacji finansowej przedsiębiorstwa nie tylko w przeszłości. Niektóre ze stosowanych w tej analizie modeli umożliwiają również oszacowanie, jak ta sytuacja będzie się kształtowała w przyszłości.